# Seznam italijanskih boksarjev
Seznam italijanskih boksarjev.

## B
- Nino Benvenuti (1938)

## C
- Primo Carnera (1906-1967)
- Fabrizio De Chiara (1971-1996)

## D
- Mario D'Agata (1926-2009)

## L
- Duilio Loi (1929-2008)

## M
- Luigi Minchillo (1955)
- Lojze Mužina

## S
- Loris Stecca (1960)
- Maurizio Stecca (1963)